# Amir Reza Khadem
Amir Reza Khadem Azghadi (in persiano امیررضا خادم ازغدی‎; Mashhad, 10 febbraio 1970) è un ex lottatore iraniano, specializzato nella lotta libera.
Anche il padre Mohammad Khadem e il fratello Rasul Khadem Azghadi sono stati lottatori.

## Palmarès

### Olimpiadi
- 2 medaglie:
  - 2 bronzi (Barcellona 1992 nei 74 kg; Atlanta 1996 negli 82 kg)

### Mondiali
- 2 medaglie:
  - 1 oro (Varna 1991 nei 74 kg)
  - 1 bronzo (Tokyo 1990 nei 74 kg)

### Giochi asiatici
- 1 medaglia:
  - 1 oro (Hiroshima 1994 negli 82 kg)

### Campionati asiatici
- 3 medaglie:
  - 2 ori (Teheran 1992 nei 74 kg; Ulan Bator 1993 negli 82 kg)
  - 1 argento (New Delhi 1991 nei 74 kg)